# Batis soror
Batis soror — вид воробьиных птиц из семейства сережкоглазок. Подвидов не выделяют.

## Таксономия
Ранее этих птиц относили к B. molitor.

## Распространение
Обитают в Восточной Африке (Кения, Танзания, Мозамбик, Малави, Зимбабве).

## Описание
Длина тела 10,5-11,5 см. Вес 8-13,1 г. У самцов серые макушки и белые «брови». Имеются белое пятно на шее и чёрная «маска». Хвост, клюв и ноги чёрные.
Самка отличается от самца наличием рыжеватых пятен на подбородке и верхней части горла (может быть довольно размытым, иногда почти отсутствующим), бледно-рыжий пояс на груди. Неполовозрелые особи такие же, как у самок, но рыжие на шее, поясничной и крыльевой полосах, а нагрудник более рыжевато-коричневый.

## Биология
Питаются насекомыми. Миграций не совершают. При этом в восточной части Зимбабве отмечены сезонные перемещения.